# Пёрлстайн, Филип
Филип Пёрлстайн (англ. Philip Pearlstein; 24 мая 1924, Питтсбург, Пенсильвания — 17 декабря 2022, Нью-Йорк, Нью-Йорк) — американский художник и график, работавший в реалистическом стиле.

## Жизнь и творчество
Родился в семье Дэвида и Либби Пёрлстайн. Первые работы художника были опубликованы в журнале «Лайф» (Life) в 1941 году. В 1943 году Ф.Пёрлстайн был мобилизован и служил в Италии, в отделе картографии и фотографии. Вернулся в США в 1946 году, и в 1946-47гг. учится в университете Карнеги-Моргана в Питтсбурге (вместе с Энди Уорхолом). В 1948 переезжает в Нью-Йорк и начинает сотрудничать с многочисленными рекламными агентствами города. С 1950 года художник возобновляет сотрудничество с журналом «Лайф».
Начиная с 1960 года Пёрлстайн делает тему обнажённого человеческого тела главной в своём творчестве. Основной признак «его» манеры изображения — это светлый искусственный свет-фон, убирающий все тёплые тона картины. В отличие от фотореалистов, художник работает в основном с моделями, что помогло ему лучше «схватывать» анатомические особенности своих героев, создавая точнейшее отображение человеческих тел. Как заметил сам Пёрлстайн: «Я сумел освободить эти фигуры из мучительного, неестественного состояния, в которое они были поставлены неоэкспрессионистскими мастерами и кубистскими людоедами, с другой стороны я спас их от порнографов и грязной сексуальной эксплуатации. Я изобразил эти человеческие фигуры по их свободной воле, чтобы воздать им по чести среди других равных им творений природы». Как правило, на картинах Ф. Пёрлстайна у изображённых не показано лицо, либо какие-то части тела как бы «обрезаны».
Ф. Пёрлстайн, наряду с Алексом Кацем, является крупнейшим современным американским художником-реалистом.
Скончался 17 декабря 2022 года.